# 宜蘭縣大同鄉立圖書館
宜蘭縣大同鄉立圖書館為宜蘭縣大同鄉成立的公共圖書館，隸屬於大同鄉公所。